# Ендр (річка)
Ендр (фр. Indre) — річка у Франції, що протікає в регіоні Центр — Долина Луари. Вона бере початок у муніципалітеті Сен-Прієст-ла-Марш, протікає загалом у північно-західному напрямку та впадає приблизно через 280 кілометрів біля Авуана, у регіональному природному парку Луара-Анжу-Турен, як ліва притока, що впадає в річку Луара.

## Департаменти
- Шер (18)
- Ендр (36)
- Ендр і Луара (37)

Для департаментів 36 і 37 річка використовується як назва.

## Населені пункти на річці
- Сен-Прієст-ла-Марш
- Сент-Север-сюр-Ендр
- Ла-Шатр
- Ардант
- Шатору
- Вільдьє-сюр-Ендр
- Бюзансе
- Сент-Жену
- Шатійон-сюр-Ендр
- Лош
- Монбазон
- Азе-ле-Ридо